# Čajetina
Čajetina (cyr. Чајетина) – miasteczko w Serbii, w okręgu zlatiborskim, siedziba gminy Čajetina. W 2011 roku liczyło 3336 mieszkańców.